# MÁV V40 sorozat

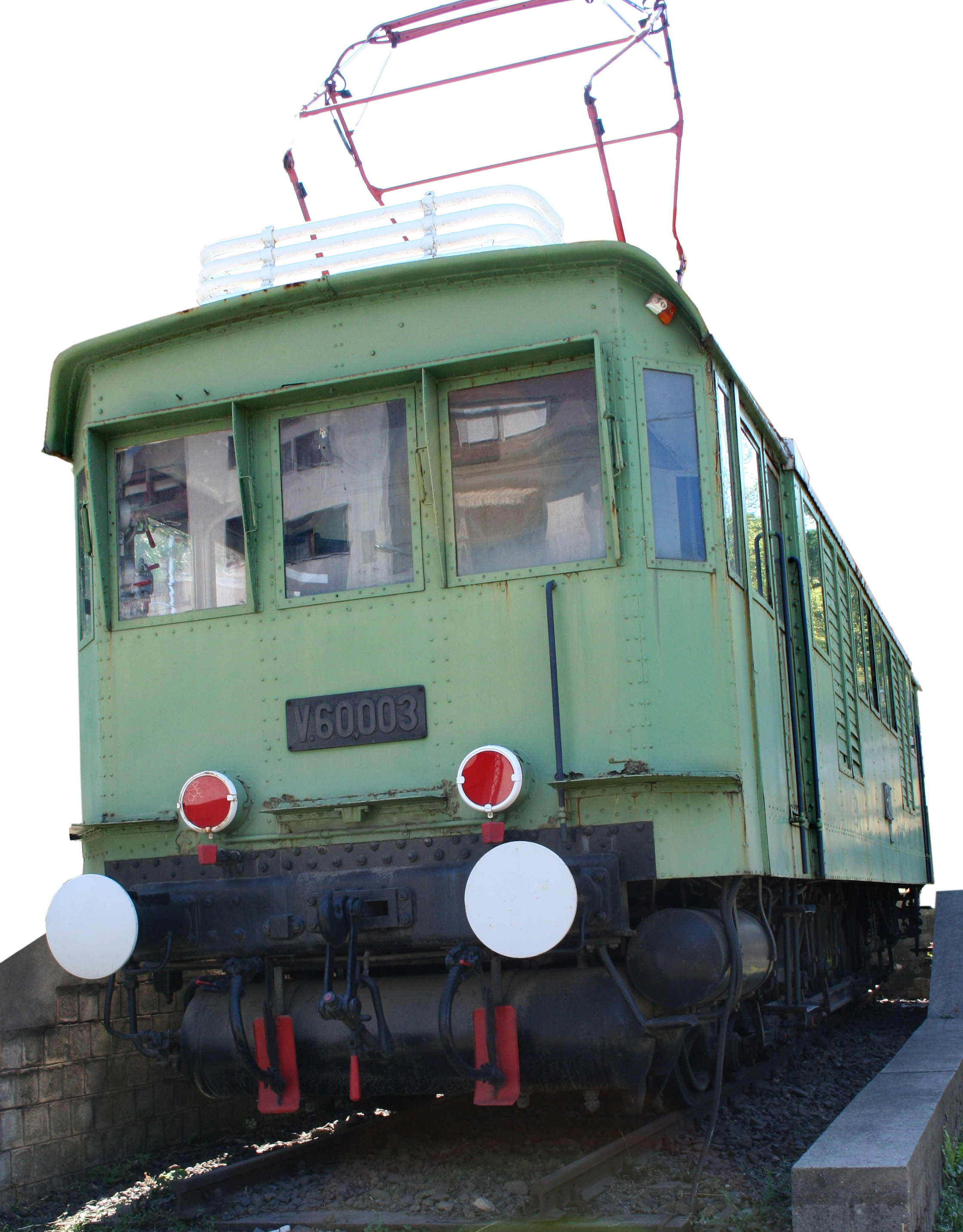
A MÁV V60-as Kandó-mozdony 1983-2007 között a Budapesti Műszaki Főiskola (Ma Óbudai Egyetem) Kandó Kálmán Villamosmérnöki Karának Bécsi úti épülete előtt állt mint szobormozdony

A MÁV V40 sorozat, vagy MÁV V60 sorozat, becenevén a Kandó-mozdony, egy villamosmozdony-sorozat volt. Megalkotója Kandó Kálmán, a Ganz Villamossági Gyár tervezőmérnöke. Célja olyan mozdony megépítése volt, amely a V50 kísérleti mozdony eredményeit felhasználva, az országos villamos hálózat frekvenciájával lehetett közvetlenül megtáplálni, elkerülve a bonyolult és költséges frekvenciaátalakítást. A mozdony járműszerkezeti részét a MÁVAG gyártotta.

## Története
1930-ra a mozdonyok gyártása, illetve a villamos vasúti vontatás bevezetése megkezdhető lett volna, azonban az ország anyagi helyzete ezt csak angol hitel segítségével tette lehetővé. Az angol bankok azonban kikötötték, hogy egyes részegységeket angol vállalatoknak kell legyártaniuk. A fázisváltók legyártását az English Electric Co. Ltd. vállalta, azonban a General Electric Company plc, amely az egyenáramú vontatásban volt érdekelt, döntő befolyást szerzett a cégben, ezért kihátrált a megállapodásból.
Az új megállapodás szerint a Vickers Co. Ltd. a pólusváltós hajtómotorokat gyártotta le. Mivel a cég nem vállalta a hajtómotorok az eredeti terveknek megfelelő a Bláthy-Kandó-féle pólusváltó tekercseléssel való elkészítését, minden pólusszámhoz független tekercselés készült.
Kandó Kálmán a szerződés aláírását megelőző napon váratlanul meghalt, azonban a gyártás megindulhatott.
A gyártási körülményekre jellemzőek Mr. Fraesernek, a Metropolitan Vickers manchesteri gyárának műhelyfőnökének szavai, aki a fázisváltók gyártásának megtekintése után a körülményeket látva a következőket mondta:
Uraim! Ha most kalap volna a fejemen, a legnagyobb elismeréssel emelném meg az önök munkásai, a munka művészei előtt. Mert ők művészek! Csodálattal szemléltem, hogy ezeken a régi, elavult, pontatlan szerszámgépeken a maguk művész-munkásai bámulatos ügyességükkel milyen kitűnő és pontos munkát végeznek. Mondhatom, hogy közel két évtizedes műhelyfőnökségem alatt nem volt alkalmam ilyen kitűnő munkásokat megismerni. Sok gondtól mentesülnék, és nem fájna a fejem, ha manchesteri műhelyemben legalább néhány ilyen művészem volna!
Az első mozdony 1932. augusztus 17-én állt üzembe a Budapest-Hegyeshalom vonalon, amely a világ első nem kísérleti, egyfázisú 50 Hz-es villamosított vonala volt. 1940-ig 29 db V40-es és 3 db V60-as mozdony készült el. A V40 sorozatú mozdonyok a próbaüzemi tapasztalatok alapján nemcsak a személyszállító, hanem a tehervonatok továbbítására is alkalmasnak bizonyultak. Ezért a MÁV elhatározta, hogy a tehervonatok továbbítására is felhasználja ezeket a mozdonyokat.
A V40-es és V60-as mozdonyokat 1967-ig használta a MÁV. A V40 sorozat személyvonati, a V60 sorozat tehervonati célokat szolgált.

## Műszaki leírás
A mozdony 16 kV 50 Hz-es elektromos árammal működik, amelyet felsővezetéken kap meg. Az áramot egy fázisváltó háromfázisú árammá alakítja át, amely a mozdony középső részén lévő pólusváltós csúszógyűrűs aszinkron motort hajtja. A motor négy vagy hat csatolt tengelyt hajtott meg az úgynevezett Kandó-háromszögön keresztül, csatlórudakkal. A motornak négy állandó sebessége volt (V40 esetében 25, 50, 75 és 100 km/h). Az állandó sebességek között a hajtómotor forgórészkörébe kötött vízellenállással szabályozták a sebességet. Az ellenállásos szabályzó a mozdony hatásfokát csökkentette, ezért csak gyorsítási illetve lassítási üzemben használták azokat. Egy automatika biztosította, hogy a gyorsítás illetve lassítás egyenletesen történjék, ezzel csökkentve a mozdony mechanikáját, illetve az országos villamoshálózatot terhelő tranziens jelenségeket. A mozdonyt lehetőség szerint a gazdaságos sebességeken üzemeltették. Ez a menetrend nagyon pontos tartását tette lehetővé.
A Kandó mozdony főkeretébe a négy 1660 mm átmérőjű hajtókerékpár tengelye hasonló módon volt beágyazva, mint egy gőzmozdonynak. A futókerekek Krauss-Helmholz rendszerű felfüggesztéssel a két középső hajtótengely oldalirányú mozgatásáról is gondoskodtak az ívekben. A felfüggesztés forgáspontja az első és második hajtótengely között volt, nagyjából középen.
A mozdonyt egy nagy, 3 méter átmérőjű sokpólusú aszinkron motor hajtotta a mozdony közepén elhelyezve. Ez a nagy motor hajtotta az úgynevezett „Kandó-háromszögön” keresztül az első és második kerék között lévő csatlórudat egy ferde motorhajtórúd segítségével. A Kandó-háromszög gondoskodott arról, hogy a csatlórúdra csak vízszintes, hosszirányú erők adódtak át, a ferde rúdban ébredő függőleges erőkomponenst a Kandó-háromszög átadta a másik ferde összekötő rúdnak, ami egy, a mozdonyszekrényben elhelyezett vakforgattyú segítségével átvezette ezt az erőt a mozdony másik oldalán lévő, 90 fokban elfordított helyzetű hajtáshoz. A Kandó-háromszög ezenkívül lehetővé tette a csatlórúdhoz kapcsolódó kerekek függőleges irányú elmozdulását, azaz rugózását. Ilyenkor a Kandó-háromszög billenő mozgást végzett.

## Napjainkban
A két sorozat egy-egy darabját megőrizték, a V40,016 pályaszámú mozdony ma a Füsti Magyar Vasúttörténeti Parkban látható. A V60,003 1983-tól tartós kihelyezésben volt a Budapesti Műszaki Főiskola (2000 óta Óbudai Egyetem) Kandó Kálmán Villamosmérnöki Karának Bécsi úti épülete előtt. 2007. október 15-én és 16-án éjjel a leselejtezett V43-as típusú 1110-es pályaszámú mozdonyra cserélte le a MÁV Nosztalgia Kft. A V60,003 mozdonyt a Magyar Vasúttörténeti Parkban állították ki. Napjainkban a mozdony a Volt egyszer egy Északi-a történet folytatódik kiállításon van.
A főmotor egy példánya a Magyar Elektrotechnikai múzeumban van kiállítva
A fázisváltó sorozatgyártás előtt készített prototípusa a Józsefvárosban az Óbudai Egyetem Kandó Kálmán Villamosmérnöki Karának épületében van kiállítva.